# Бурхан Саргин
Бурхан Саргин (тур. Burhan Sargın, 11 лютого 1929, Анкара — 15 вересня 2023) — турецький футболіст, що грав на позиції нападника, зокрема, за клуб «Фенербахче», а також національну збірну Туреччини.

## Клубна кар'єра
У футболі дебютував виступами за команду «Хачтепе».
З 1951 року виступав за команду «Фенербахче», в якій провів п'ять сезонів, взявши участь у 63 матчах чемпіонату.  У складі «Фенербахче» був одним з головних бомбардирів команди, маючи середню результативність на рівні 0,65 голу за гру першості.
Протягом 1959—1960 років захищав кольори команди «Адалет».
Завершив професійну ігрову кар'єру у клубі «Фенербахче», у складі якого вже виступав раніше. Прийшов до команди 1960 року, захищав її кольори до припинення виступів на професійному рівні у 1960.

## Виступи за збірну
1953 року дебютував в офіційних матчах у складі національної збірної Туреччини. Протягом кар'єри у національній команді провів у її формі 8 матчів, забивши 7 голів.
У складі збірної був учасником чемпіонату світу 1954 року у Швейцарії, де зіграв з ФРН (1-4) і Південною Кореєю (7-0).